# After the Wedding
After the Wedding er en amerikansk dramafilm fra 2019 skrevet og instrueret af Bart Freundlich. Det er en genindspilning af Susanne Biers film Efter brylluppet fra 2006. Rollerne spilles af Julianne Moore, Michelle Williams, Billy Crudup og Abby Quinn.
Filmen havde verdenspremiere på Sundance Film Festival den 24. januar 2019 og blev udgivet i USA den 9. august 2019 af Sony Pictures Classics.

## Medvirkende
- Julianne Moore som Theresa Young
- Michelle Williams som Isabel Andersen
- Billy Crudup som Oscar Carlson
- Abby Quinn som Grace Carlson
- Alex Esola som Jonathan
- Vir Pachisia som Jai
- Anjula Bedi som Preena
- Will Chase som Frank